# 肖百灵
肖百灵（1964年4月—），女性，湖南洞口人:613，中华人民共和国政治人物。1991年6月加入中国共产党。衡阳市教育学院毕业，华中师范大学、湖南师范大学教育管理专业硕士。

## 生平
历任湖南省妇联城乡事业发展部部长、儿童工作部部长、副主席等职务。2009年4月起任湖南省妇女联合会主席、党组书记。2023年1月，当选为湖南省政协副主席。